# 세인트헬레나의 문장

세인트헬레나의 문장

세인트헬레나의 문장은 1984년 1월 30일에 채택되었다. 문장은 상단에 금색의 수평 프린지가있는 푸른 밭으로 구성되어 있으며 세인트헬레나의 떼가 있다. 프린지 아래에서 3개의 돛대가있는 배를 볼 수 있다. 전체는 해군 왕관으로 장식 된 푸른 투구에 의해 능가된다. 헬멧에는 콘스탄티노플의 세인트헬레나를 대표하는 키메라가이 섬에 이름을 지어주었다. 성자는 꽃과 십자가를 지니고 있으며, 십자가는 참십자가의 유물을 나타낸다.